# Roihau Degage
Roihau Degage (19 de agosto de 1988) es un futbolista de la Polinesia Francesa que juega como delantero en el AS Tefana.

## Carrera
Desde el 2010 juega en el AS Tefana.

### Clubes
| Club      | País               | Año               |
| --------- | ------------------ | ----------------- |
| AS Tefana | Polinesia Francesa | 2010 - actualidad |

### Selección nacional
Fue convocado para representar a Tahití en la Copa de las Naciones de la OFC 2012.